# Łuh (rejon jaworowski)
Łuh (ukr. Луг) – wieś na Ukrainie, w rejonie jaworowskim obwodu lwowskiego.